# Roger Hodgson
Charles Roger Pomfret Hodgson, född 21 mars 1950 i Portsmouth, Hampshire, är en brittisk musiker och låtskrivare. Han är mest känd som sångaren i den brittiska gruppen Supertramp.
Han skrev låtar som "Give a Little Bit", "The Logical Song" och "Breakfast in America" och var med och grundade Supertramp 1969. Han gick ur bandet 1983 för att bli soloartist och tillbringa mer tid med sin familj.
Han är känd för sin ljusa röst vilket blev ett varumärke för Supertramp under 70-talet.

## Diskografi

### Soloalbum
- 1984 – In the Eye of the Storm
- 1987 – Hai Hai
- 1997 – Rites of Passage
- 2000 – Open the Door
- 2007 – Take the Long Way Home (DVD)
- 2010 – Classics Live

### Singlar
- 1984 – "Had a Dream (Sleeping with the Enemy)"
- 1984 – "In Jeopardy"
- 1984 – "Lovers in the Wind"
- 1987 –	"London"
- 1987 – "You Make Me Love You"
- 1997 –	"Every Trick in the Book"
- 2000 –	"Hungry"
- 2001 – "The More I Look"
- 2001 – "Open the Door"